# Kyle XY
Kyle XY é uma série de televisão estadunidense com uma premissa de ficção científica e estilo mistério-drama. O personagem central é um adolescente (Matt Dallas), que acorda nu em uma floresta de Seattle, Washington, sem  lembranças de sua vida até aquele ponto e com mais conhecimento ou habilidades que um recém-nascido. Ele é levado por uma família e recebe o nome de Kyle. A série segue Kyle enquanto ele tenta resolver os enigmas de quem ele é e vários mistérios que o rodeiam, como, por exemplo, o fato de que ele não tem umbigo, nem lembranças de sua infância. Embora definida na atual Seattle, a série foi filmada na área de Vancouver, British Columbia.
O programa estreou 26 de junho 2006, no canal norte-americano ABC Family, seus episódios também foram transmitidos no canal ABC a primeira temporada, mas apenas uma parte da segunda temporada, que só poderia ser visto na ABC Family. Depois da temporada de estreia de 10 episódios na ABC Family, durante o verão 2006, notícias relataram um total de 23 novos episódios foram encomendados para a 2ª temporada, que começou em 11 de junho de 2007, com re-transmissão no ABC início em 15 junho de 2007, 13º Episódio da 2ª temporada, "Leap of Faith", foi ao ar na segunda-feira, 3 de setembro de 2007, e os restantes, 10 episódios, começou a ser exibidos em 12 de janeiro de 2008.
Em 5 de outubro de 2007, o TV Guide informou que a ABC Family renovou Kyle XY para uma 3ª temporada, de 10 episódios, que começou a ser exibida em 12 de janeiro de 2009.

## Elenco
| Protagonistas        | Personagens       | Ano       | Temporada | Temporada | Temporada |  |
| Protagonistas        | Personagens       | Ano       | 1         | 2         | 3         |  |
| -------------------- | ----------------- | --------- | --------- | --------- | --------- |  |
| Matt Dallas          | Kyle XY (781227)  | 2006-2009 |           |           |           |  |
| Marguerite MacIntyre | Nicole Trager     | 2006-2009 |           |           |           |  |
| Bruce Thomas         | Stephen Trager    | 2006-2009 |           |           |           |  |
| April Matson         | Lori Trager       | 2006-2009 |           |           |           |  |
| Jean-Luc Bilodeau    | Josh Trager       | 2006-2009 |           |           |           |  |
| Chris Olivero        | Declan McDunaugh  | 2006-2009 |           |           |           |  |
| Kirsten Prout        | Amanda Bloom      | 2006-2009 |           |           |           |  |
| Jaimie Alexander     | Jessi XX (781228) | 2007-2009 |           |           |           |  |

| Ator/Atriz         | Personagens Regulares    | Ano       | Temporada | Temporada | Temporada |
| Ator/Atriz         | Personagens Regulares    | Ano       | 1         | 2         | 3         |
| ------------------ | ------------------------ | --------- | --------- | --------- | --------- |
| Nicholas Lea       | Tom Foss                 | 2006-2009 |           |           |           |
| Magda Apanowicz    | Andy Jensen              | 2007-2009 |           |           |           |
| Leah Cairns        | Emily Hollander          | 2007-2008 |           |           |           |
| Conrad Coates      | Ballantine               | 2007-2008 |           |           |           |
| Cory Monteith      | Charlie Tanner           | 2006-2007 |           |           |           |
| Chelan Simmons     | Hillary Shepard          | 2006-2009 |           |           |           |
| Teryl Rothery      | Carol Bloom              | 2006-2009 |           |           |           |
| Martin Cummins     | Brian Taylor             | 2007-2008 |           |           |           |
| J. Eddie Peck      | Adam Baylin              | 2006-2008 |           |           |           |
| Sarah-Jane Redmond | Rebecca Thatcher         | 2006-2007 |           |           |           |
| Kurt Max Runte     | Detective Jason Breen    | 2006      |           |           |           |
| Andrew Jackson     | Cyrus Reynolds           | 2006      |           |           |           |
| Bill Dow           | Professor William Kern   | 2006-2007 |           |           |           |
| Hal Ozsan          | Michael Cassidy Kingsley | 2009      |           |           |           |
| Josh Zuckerman     | Mark                     | 2008-2009 |           |           |           |

| Personagem | Personagem | Personagem | Personagem |
| ---------- | ---------- | ---------- | ---------- |
|            | Presente   |            | Ausente    |